# Schipbreuk van het jacht Terschelling

Titelpagina van de Franse uitgave van De Vervarelyke Schip-breuk uit 1681.

De schipbreuk van het VOC-jacht Terschelling vond plaats in oktober 1661 in de Golf van Bengalen, waar het schip, onderweg van Batavia naar Hougli, in een storm geraakte en op een zandbank liep. Meerdere opvarenden kwamen met behulp van een vlot op een onbewoond eiland terecht, waar ze een maand lang overleefden op het weinige voedsel dat er te vinden was. Op verschillende manieren wisten ze uiteindelijk de VOC-loge in Dhaka te bereiken. Daar werden ze geronseld door de nawab van Bengalen voor zijn veldtocht tegen Assam. Pas halverwege 1663 waren de meesten weer terug in Batavia.
Eén van de bemanningsleden, Frans van der Heiden, schreef naderhand een verslag van de schipbreuk en de verdere avonturen van de bemanning: Vervarelyke Schip-breuk van't Oost-indisch Jacht ter Schelling. Het verslag werd later nog aangevuld door een ander bemanningslid, Willem Kunst.

## De schipbreuk
De Terschelling was in 1653 gebouwd voor de VOC-Kamer Amsterdam. Het voer naar Batavia, vanwaar het in 1654 weer terugkwam met de retourvloot. Na opnieuw naar Batavia gevaren te zijn maakte het in 1657/1658 deel uit van de vloot van Adriaan Roothaes die het Portugese Goa blokkeerde. Het was toen het schip van de vice-commandeur Adriaen van Leenen. Na terugkomst in Batavia vertrok het op 3 september 1661 met drie andere schepen (de Brouwershaven, de Weesp en de Nieuwenhove) naar Hougli, het hoofdkantoor van de VOC in Bengalen. Het had een bemanning van 85 zeelieden en was bewapend met 28 kanonnen. Er was veel geld aan boord voor het kantoor in Hougli, waarmee Bengaalse producten gekocht moesten worden, met name zijde. Verder bestond de lading uit planken en zand als ballast. De Golf van Bengalen was berucht vanwege tropische orkanen en de kust stond als zeer gevaarlijk bekend. Zowel de Weesp als de Terschelling vergingen op deze reis. De Weesp al op 28 september bij de Andaman eilanden, ook  met kisten geld aan boord. 55 zeelieden werden door de eilandbewoners vermoord. Een aantal kon gered worden door sloepen van de Brouwershaven en de Nieuwenhove. Meerdere opvarenden kwamen hierbij om, waaronder de schipper en de boekhouder van de Brouwershaven en de opperstuurman, hoogbootsman en koopman-assistent Melchior Verstegen, zoon van Willem Verstegen, van de Nieuwenhove. De Terschelling had door de storm de andere schepen uit het oog verloren en kwam op 8 oktober in zicht van land, zonder dat men wist of het Bengalen of Arakan was. De sloep die naar de kust werd gestuurd om te verkennen kwam niet meer terug. Na een week tevergeefs zoeken zette men weer koers naar open zee, maar stootte herhaaldelijk op zandbanken. Nadat het schip voor anker was gegaan brak er weer een hevige storm los die de ankertouwen deed breken. De schipper, Jan Jacobsz. Stroom, kon niets anders doen dan het schip op een zandbank laten lopen.

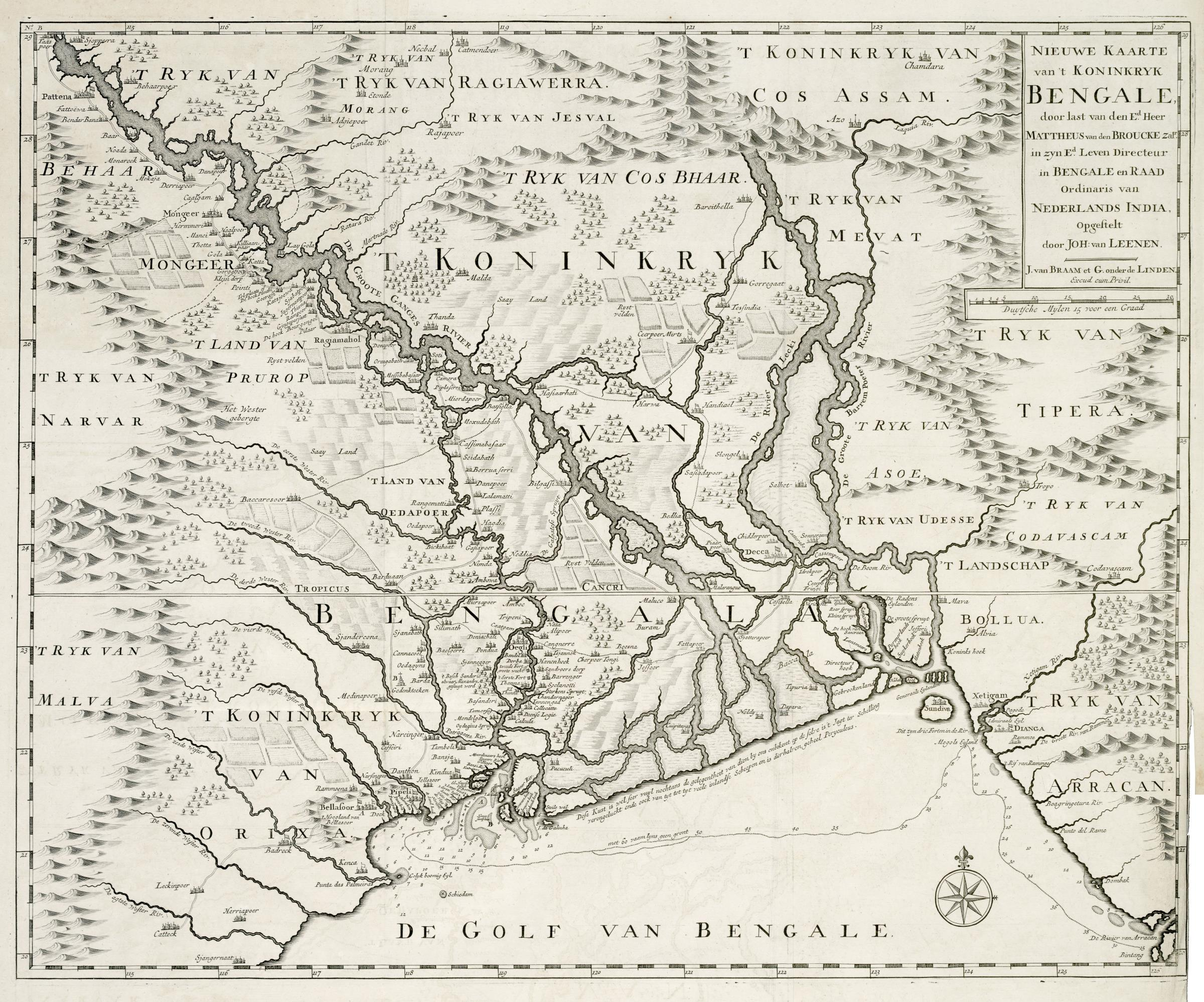
Kaart van Bengalen, met het eiland Sondiep/Sundiva. Langs de kust staat geschreven: 'Deze kust is wel seer vuyl nochtans de gelegentheit van dien ons onbekent; op deselve is 't jagt ter Schelling verongeluckt endo oock van tijt tot tijt veele inlandse scheepen en is dierhalven geheel peryculeus'.

Het is dan eind oktober. Pogingen om de Terschelling te behouden mislukken. Het schip wordt door de golven langzaam aan stukken geslagen. Vanwege het verlies van de sloep wordt onder leiding van de oppertimmerman Adriaen Raes van de masten, de ra's en het touw van het want een vlot gebouwd dat naar de kust moet varen. Zo'n veertig mannen verlaten hiermee het schip, hoewel het zo wankel is dat ze moeten blijven zitten. Stroom stuurt een van de onderstuurlieden mee. Deze moet gedragen worden, aangezien hij zich met een aantal anderen te buiten is gegaan aan de op het schip aanwezige drank. Na eerst richting de kust gevaren te zijn zien de op het wrak achtergebleven zeelieden het vlot met de sterke stroming de zee opdrijven. Van de opvarenden zal nooit meer iets vernomen worden. Veel later spoelden aan de Coromandelkust stukken wrakhout van het vlot aan, die door Jan Stroom herkend werden als afkomstig van de Terschelling.
De overige 32 bemanningsleden maken daarop een tweede vlot, en bereiken daarmee na veel ontberingen een eiland, dat echter onbewoond blijkt te zijn. Wel leven er varkens, herten en buffels, maar die kunnen ze niet te pakken krijgen omdat ze slechts twee houwers, de degen van de schipper, een enterbijl en een aantal stokken bij zich hebben. Later zien ze twee grote slangen, die ze met zijn allen met stokken doodslaan en dan opeten. Op het strand vinden ze het stinkende, door wormen en leguanen aangevreten karkas van een buffel, waar ze in eerste instantie met een grote boog omheen lopen, maar uiteindelijk tot op het bot opeten. Het vlees was toen zo verrot 'dat men het met de handen schoon van het gebeente kon afhalen, gelijk wij ook niet het minste stukje van vel of vleesch aen't geraemte lieten blijven'. Verder moeten de mannen overleven van kruiden, boombladeren en schelpdieren. Er blijken overigens nog andere schipbreukelingen op het eiland te zijn: vier mannen, twee vrouwen en twee jongens, waarvan vermoed wordt dat het ontsnapte slaven uit Arakan zijn. De beide groepen kunnen elkaar niet verstaan en niet helpen.
Ten einde raad weten de mannen van de Terschelling op meerdere manieren van het eiland te komen. Raes en vier anderen vertrekken als eersten op een provisorisch vlot. Na een hachelijke tocht, waarbij Raes de anderen van kannibalisme weet te weerhouden, bereiken zij de kust. Later vertrekt nog een vlotje met een aantal mannen, waaronder Frans van der Heiden, dat na een vergelijkbare tocht met hulp van Bengaalse vissers ook de kust bereikt. De overige veertien, waaronder de schipper, zien ten langen leste Bengaalse vissersboten verschijnen. De vissers zijn bereid hen naar het eiland Sondiep te brengen als ze hun gederfde inkomsten vergoeden met 'kopstukken'. Sterk vermagerd en verzwakt komen ze daar aan. Ze blijven er een aantal dagen om op krachten te komen door veel te eten. De plaatselijke 'opperhooftsvrouwen' blijken graag de jongste Hollanders, waaronder Willem Kunst, te willen aanschouwen in de harem. 'Daer stonden wy toen gelijk als dorre staken onder meenigte weeldrige boomen'.
Zo weten uiteindelijk alle bemanningsleden na ongeveer een maand op het eiland doorgebracht te hebben in december Dhaka te bereiken, waar de Compagnie een loge heeft. Een uur na aankomst overlijdt alsnog de boekhouder.
Op 5 april 1662 komt de Brouwershaven terug in Batavia met het bericht van de directeur van Bengalen, Mattheus van den Broeck, over de schipbreuk van de Terschelling 'omtrent 9 à 10 mylen benoordwesten 't eyland van Sundiva door groot lecte en extraordinaren stormwind', en over de teruggekeerde overlevenden.

## In dienst bij de nawab

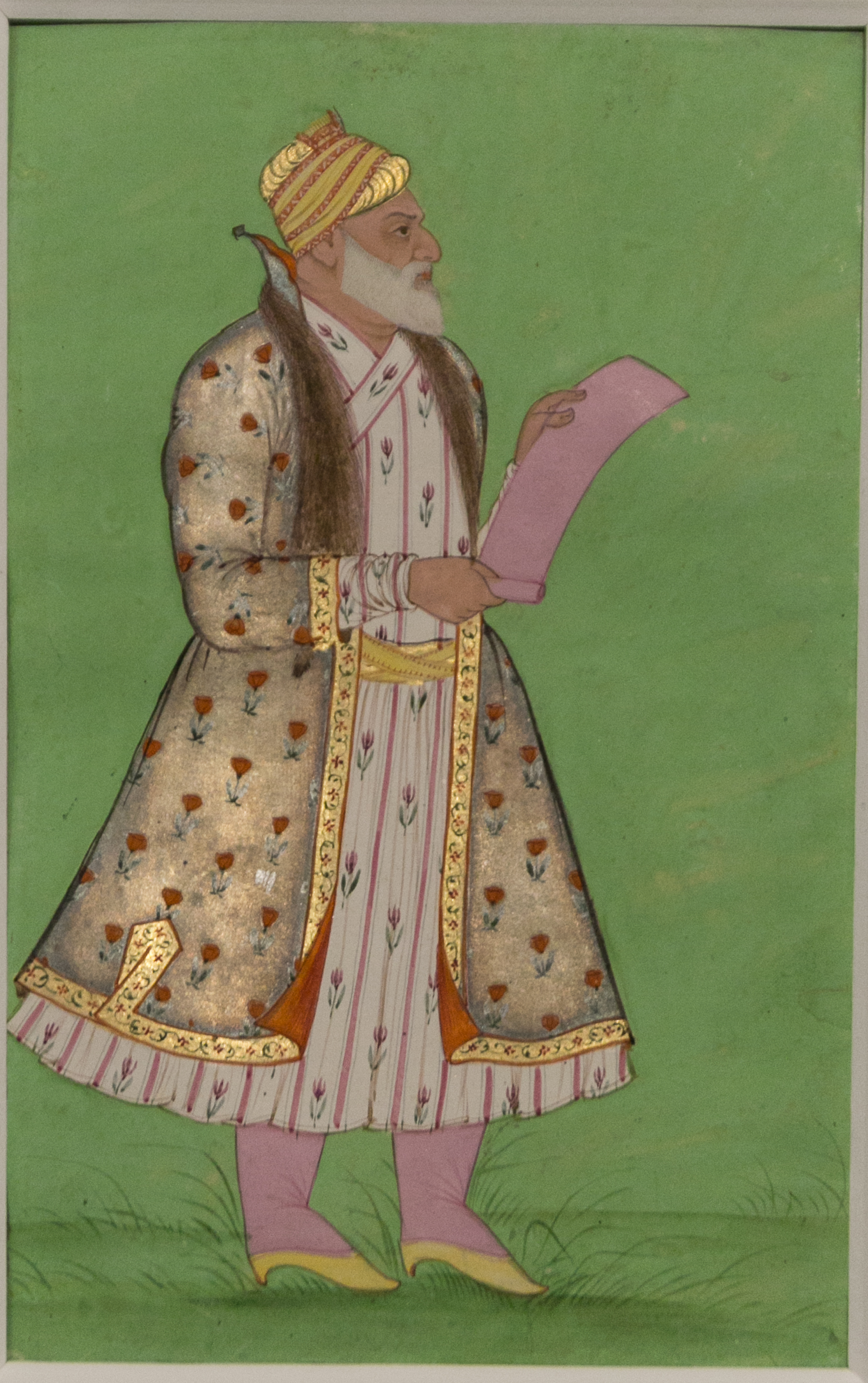
Mir Jumla

Een snelle terugkeer naar Batavia blijkt er helaas niet in te zitten. Net nadat de loge in Dhaka vervoer naar het hoofdkantoor in Hougli heeft geregeld hoort men dat de nawab (gouverneur) van Bengalen, Mir Jumla, wil dat de mannen eerst 6 maanden in zijn leger dienen. Hij had van de Mogolkeizer Aurangzeb opdracht gekregen ten strijde te trekken tegen de koning van Assam, Sutamla. Mir Jumla, een ervaren legeraanvoerder die oorspronkelijk uit Perzië kwam, was vroeger de vizier van de sultan van Golkonda en was in die tijd een goede vriend van de VOC-kantoren aan de Coromandelkust. In 1656 was hij overgelopen naar het Mogolrijk en had Aurangzeb geholpen zijn vader en broers te verslaan en keizer te worden. Hij werkte in zijn campagnes altijd graag met Europese artilleristen. Hij was inmiddels 70 jaar oud. De koning van Assam had laten weten dat hij verrast was dat de nawab 'in syne oude dagen sijn slaef wilde komen wesen'.
Van den Broecks poging de onvrijwillige militaire dienstplicht van de zeelieden door '6 à 8' kanonniers te laten vervullen haalt niets uit. Ook een Nederlandse chirurgijn, Gelmer Vosburgh, die door de VOC twee jaar is uitgeleend aan de nawab lukt het niet hem op andere gedachten te brengen. Deels over land, deels over de Brahmaputra rivier met zo'n 300 schepen trekt Mir Jumla's leger naar Assam. Op het schip van de nawab blijken bekenden te zijn: twee mannen van het eerste vlot dat van het eiland vertrok, waaronder de timmerman Raes. Een eind onderweg mag schipper Stroom alsnog naar Hougli vertrekken om zich in Batavia te kunnen verantwoorden voor het verlies van de Terschelling. Met hem mee mogen de stuurman, die ziek is, en drie scheepsjongens. Raes en een andere timmerman mogen daarna terugkeren naar Dhaka als zij daar een 'braef schip' voor de nawab bouwen. De rest moet verder mee met het leger, waaraan ook een aantal Engelsen en Portugezen vrijwillig blijkt deel te nemen. Onder de cavalerie zijn ook duizenden Perzen en Armeniërs. Mir Jumla vraagt de Nederlanders wie er interesse heeft om permanent in dienst te treden van keizer Aurangzeb in Agra, maar daar zijn geen gegadigden voor. Ze hoeven gelukkig niet al te intensief deel te nemen aan de gevechten in Assam. Wel verdrinken er twee als hun vaartuig op de Brahmaputra vergaat, nadat een van hen te veel zeilen bijzet om het te testen. Willem Kunst en enkele anderen kunnen gered worden door Engelsen op een ander schip. De oorlog eindigt in een overwinning voor Mir Jumla. Begin 1663 trekt hij de hoofdstad Garhgaon binnen. Bij de vrede moet Sutamla veel bezittingen en de helft van zijn koninkrijk afstaan. Zijn 7-jarige dochter moet hij laten inlijven in de harem van Mir Jumla. Lang kan deze niet van zijn overwinning genieten, want bij het invallen van de moesson moet zijn leger onder zware omstandigheden terugkeren naar Dhaka, waarbij hij onderweg sterft aan de 'rode loop' (dysenterie), samen met een groot deel van zijn manschappen.

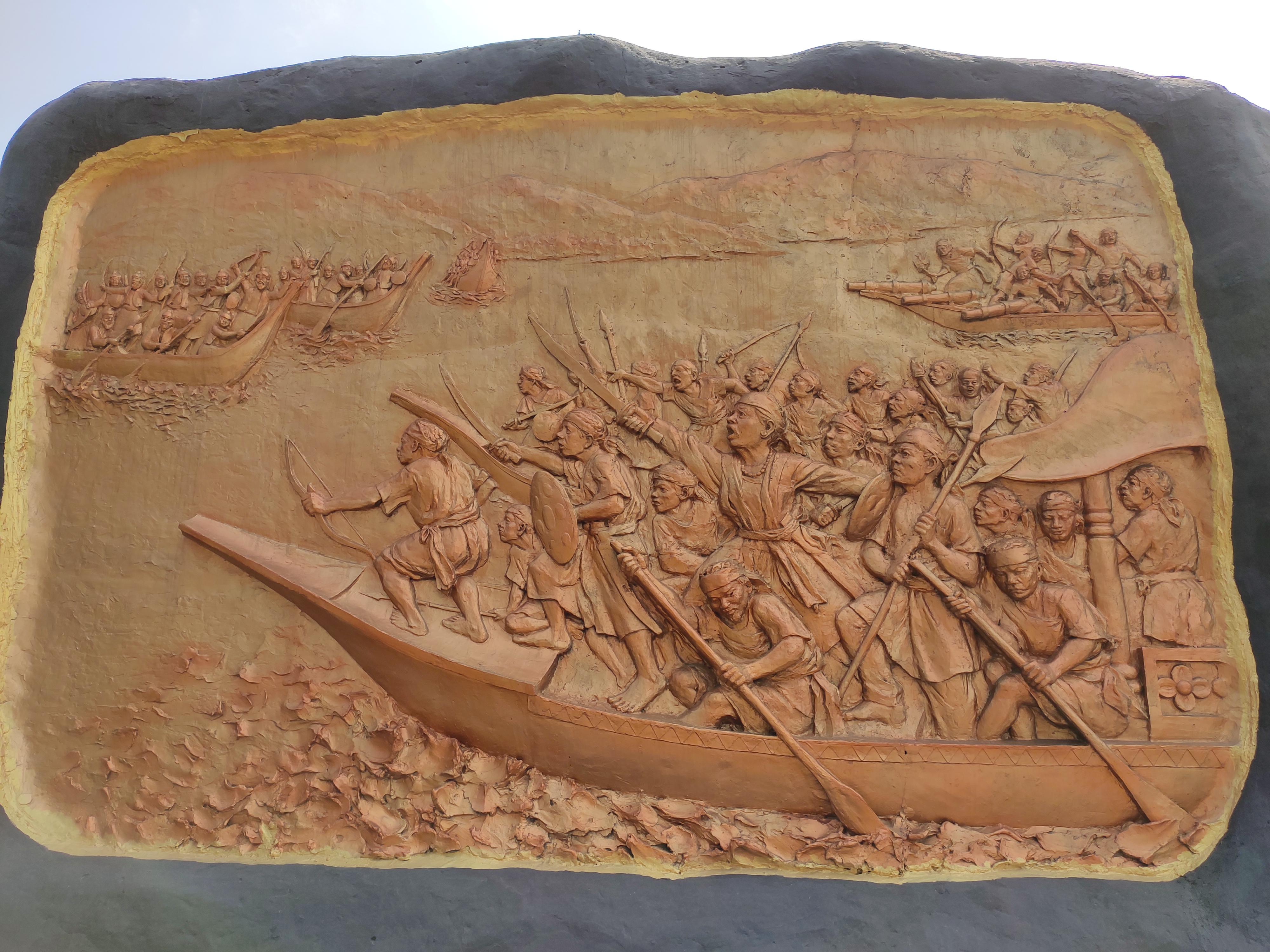
Strijd tussen het Mogol- en Ahomleger op de Brahmaputra.

De Nederlanders gaan ook terug naar Dhaka en vandaar naar Hougli. Ze hebben uiteindelijk 15 maanden in het leger van de nawab gediend. Diep in de nacht komen ze in het hoofdkantoor in Hougli aan, waar Van den Broucke direct een maaltijd voor hen klaar laat maken. Het fluitschip Loosduinen ligt al klaar om hen naar Batavia te brengen. In Hougli ontmoeten ze ook enigen van het 'schuitvolk', dat wil zeggen de bemanning van de sloep die de Terschelling voorafgaand aan de schipbreuk naar de kust had uitgezonden en toen verdween. Ze vertellen dat ze na 4 dagen in zee gezworven te hebben door 'Rakanders' waren opgepikt en in Arakan tot slaaf waren gemaakt, waarna de Compagnie ze met veel moeite had vrijgekocht.

## Nasleep
Het verlies van van de Weesp en de Terschelling, beide mooie schepen, werd door de Raad van Indië erg betreurd. De verloren lading had een waarde van 127748 gulden, 17 schellingen en 10 duyten. In april 1662 ontving men in Batavia over 'het volck van 't verongelukte jacht Terschelling'... 'niets als klachten in 't reguard van haare ongebondene roekeloosheyd, die sy plegen, soo wel omtrent de Moren, als omtrent den chirurgyn, Gelmer Vosburg'. De klachten werden niet gespecificeerd. Raes en de andere timmerman moesten na het bouwen van een schip dat 28 kanonnen kon voeren nog een jaar in Dhaka blijven om een tweede schip te maken voor gebruik tegen Arakan.
Op 29 augustus 1663 feliciteerde gouverneur-generaal Johan Maetsuycker Mir Jumla, door hem khankhanan genoemd (hertog der hertogen), in een uitbundig met vergulde bloemen versierde brief, met zijn 'voortreffelyke victorie', en wenste hem veel geluk, en ook dat hij snel naar Bengalen mocht terugkeren 'omme aldaar Compagnie's handel en negotie met UE. Hoogheyds gunst te overschaduwen'. Mir Jumla was toen echter al overleden.

## De vervarelyke schip-breuk
In 1675 verscheen bij de uitgevers 'Jacob Meuss, op de Keysers-graft, en Johannes van Someren, in de Kalverstraet' een boek over de schipbreuk van de Terschelling. De voornaamste schrijver was het bemanningslid Frans Jansz. van der Heiden, ten tijde van de schipbreuk rond de 23 jaar oud. Hij keerde na een loopbaan 'in de Oost' in 1673 terug naar Nederland. Hij liet daar op veler verzoek zijn tot zijn 'eigen memorien' opgeschreven verhaal in 1675 uitgeven. In het verslag zijn de wederwaardigheden van de schipbreukelingen, die op verschillende manieren van het onbewoonde eiland afkwamen, samengevoegd. In de tweede druk vult een tweede verteller, Willem Kunst, het verhaal aan.
De volledige titel van het boek is: 'Vervarelyke Schip-breuk van't oost-indisch jacht ter Schelling, onder het landt van Bengale; Verhalende desselfs verongelukken, en den gruwelijken hongers-noot van 32 schip-breukelingen op zeker onbewoont eilandt, daer sy van't wrak met een vlot aenquamen. Als ook hoe sy van het selve eilandt in Bengale landen en voorts in't velt-leger van den grooten Mogol, tot in't koningrijk van Assam landewaerts opgeboert sijn. Beneffens een bondige beschrijving der koningrijken van Arrakan, Bengale, Martavan, Tanasserij, etc. Beschreven door Frans Jansz. vander Heiden; en in dezen tweede druck zeer vermeerdert door Willem Kunst, welke het zelvige alles mede bygewoont heeft.'
In het voorwoord schrijft Van der Heiden onder andere: 'Wij sien daerin ontallijke gevaerlijkheden en ellendige rampen der zee-varende lieden, het vervaerlijk geweld der winden en golven, de verdervende en dikwils onvermijdelijke swarigheden der zanden en zee-banken, onbewoonde en woeste eilanden, onbegrijpelijke hongers-noden, verschrikkelijke magerheden, swakheden, en uitgeteertheden, het eten van onbekende vergiftige kruiden, vruchten, vremde bladeren van boomen, van vuile zee- en land-gedierten, slangen, padden en slakken, en van verottende stinkende krengen, het opnemen van grouwelijke en wanhopige besluiten, en hoe onverwacht, en op wat voor verscheide wijsen dusdanige menschen nog dikwils wel wonderlijk gereddet worden.' Bovendien was er 'te lesen van vele ongehoorde bedrijven eenige vremde natien; insonderheit van het wondermachtig rijk des Grooten Mogols, en met hoe schrickelijke sware heirlegers die volkeren dikwils ten oorlog optrecken'.
Naderhand verschenen vertalingen in het Duits, Frans en Engels.

## Afbeeldingen

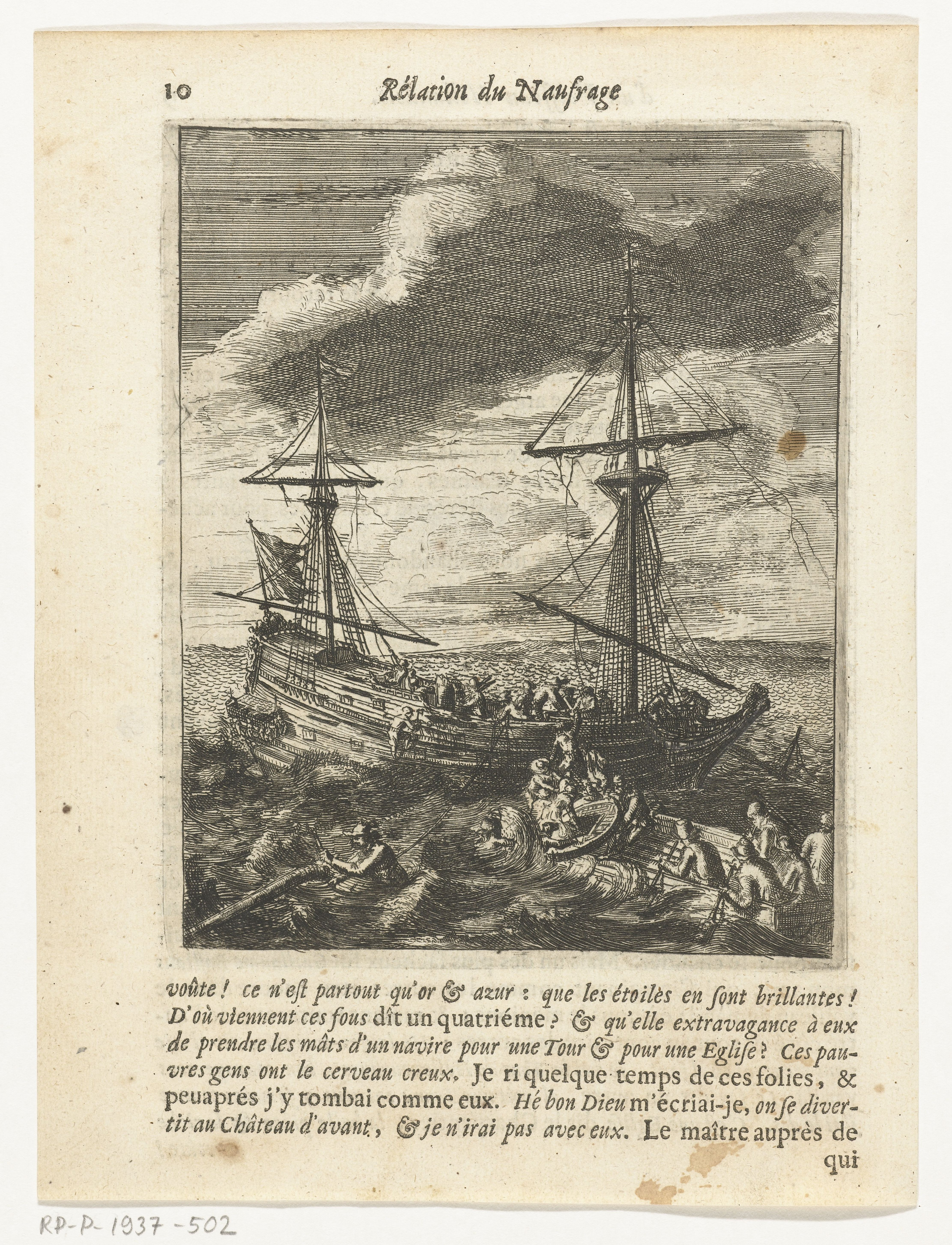
De schipbreuk.
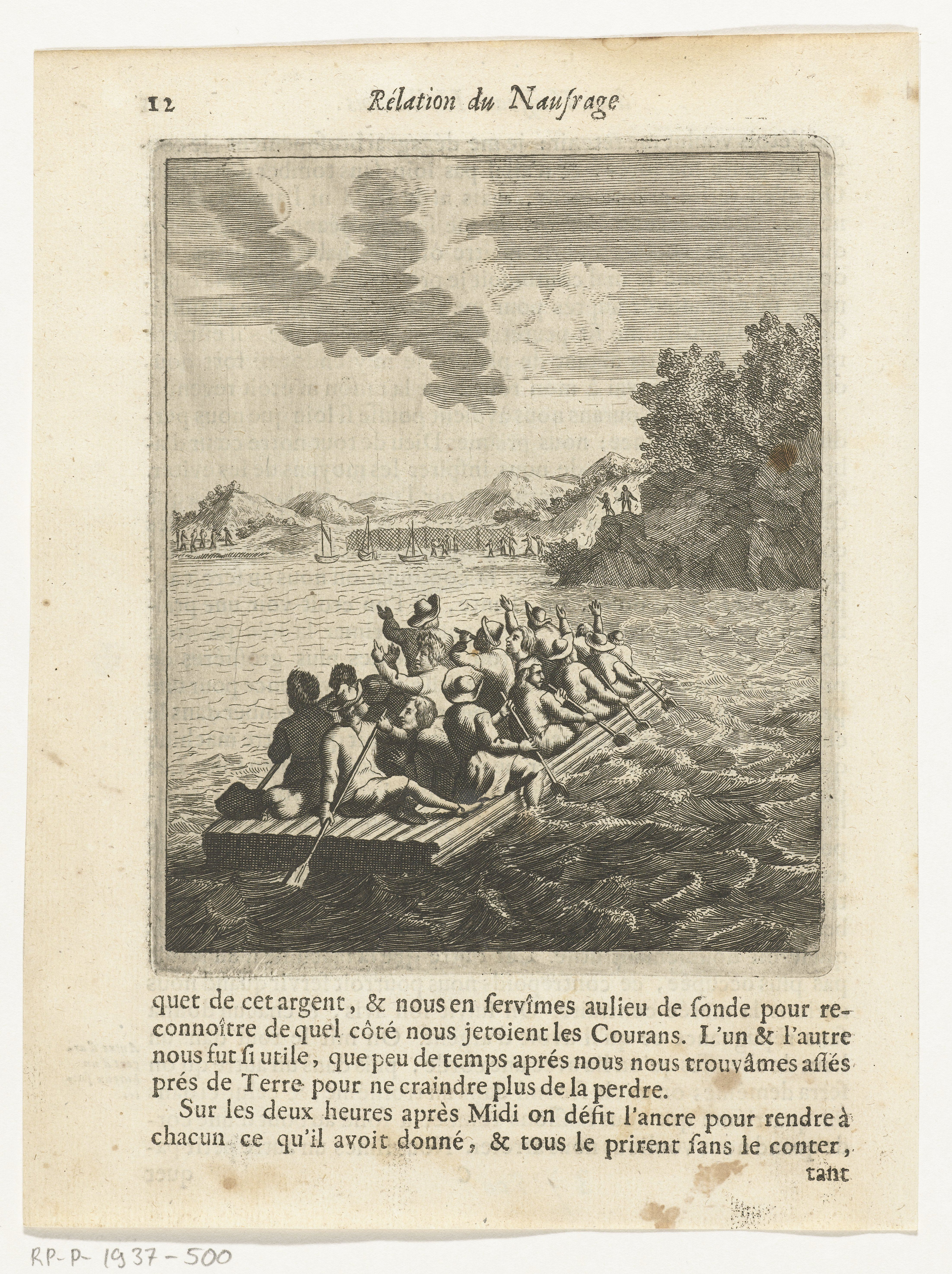
De mannen op het vlot.
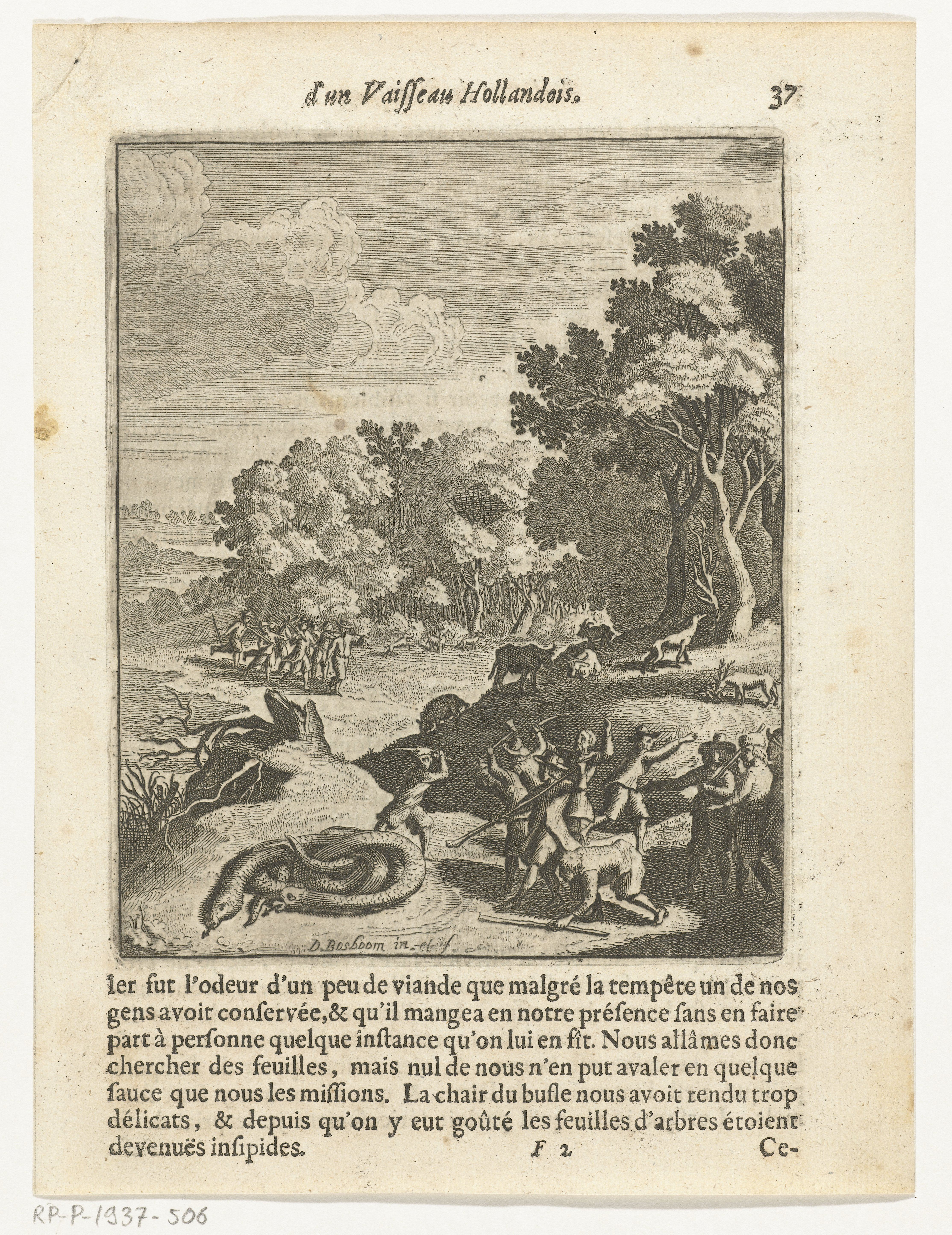
Jacht op twee slangen.
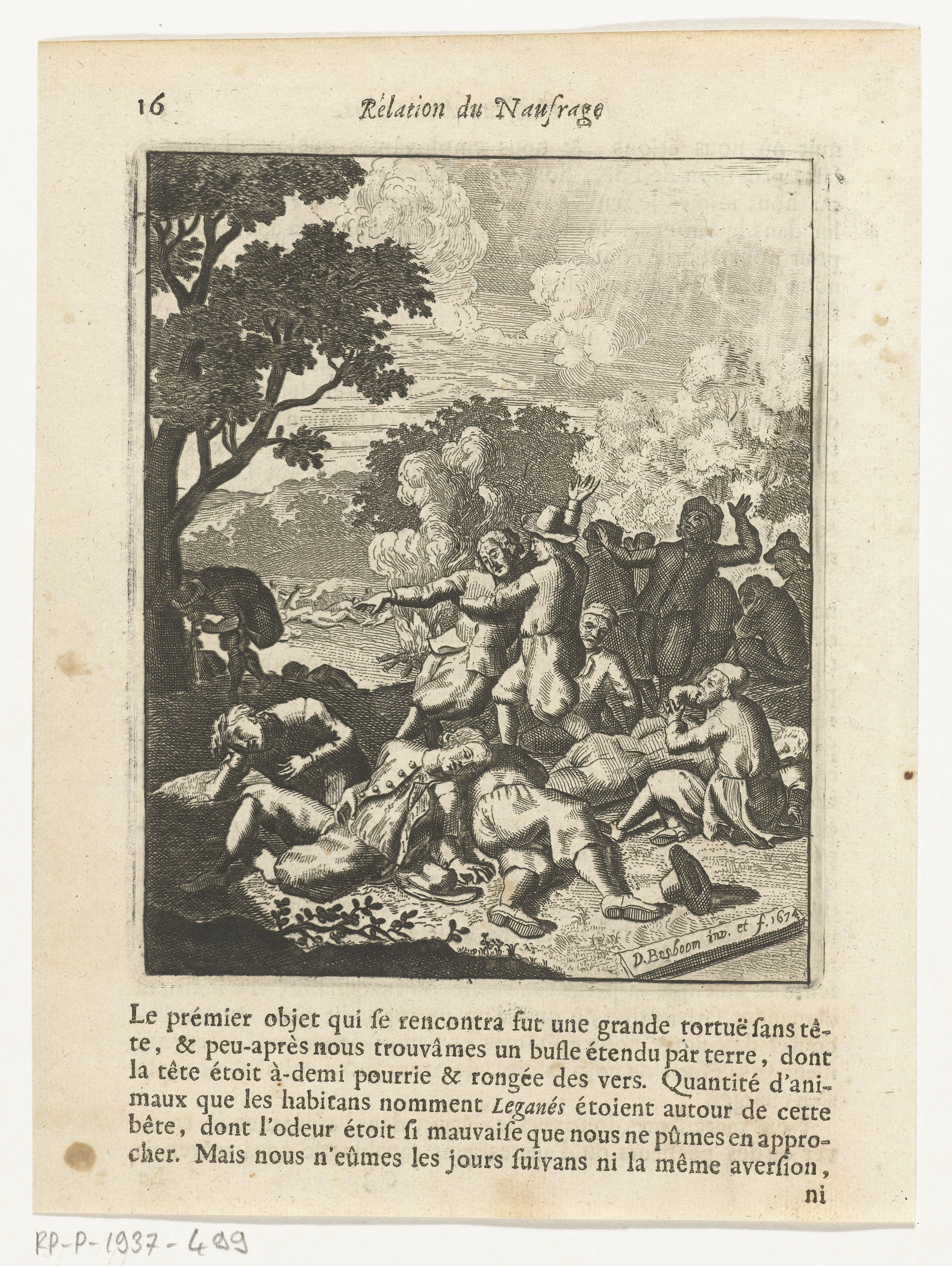
Misselijk na het eten van bonen.
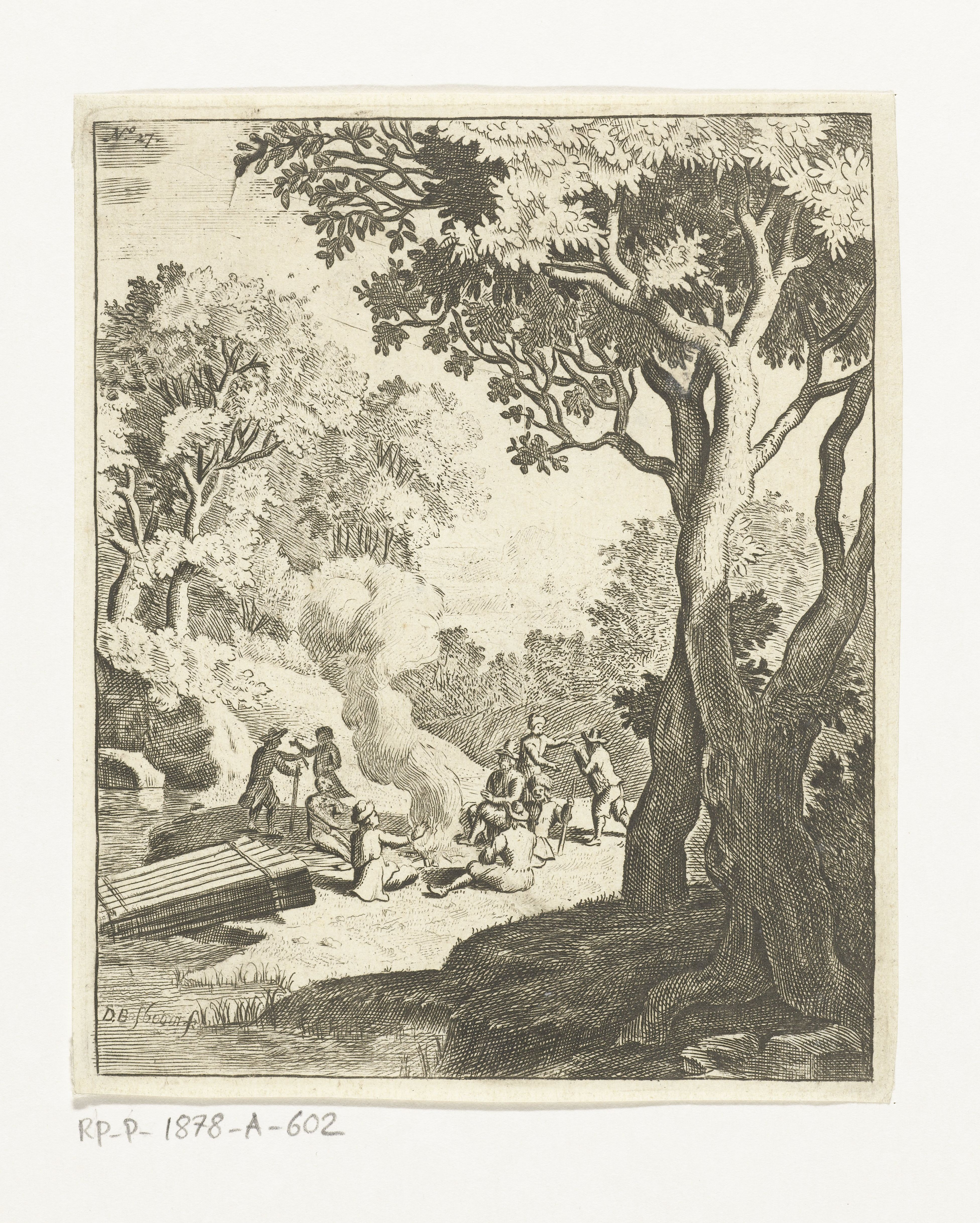
De mannen bij een kampvuur.
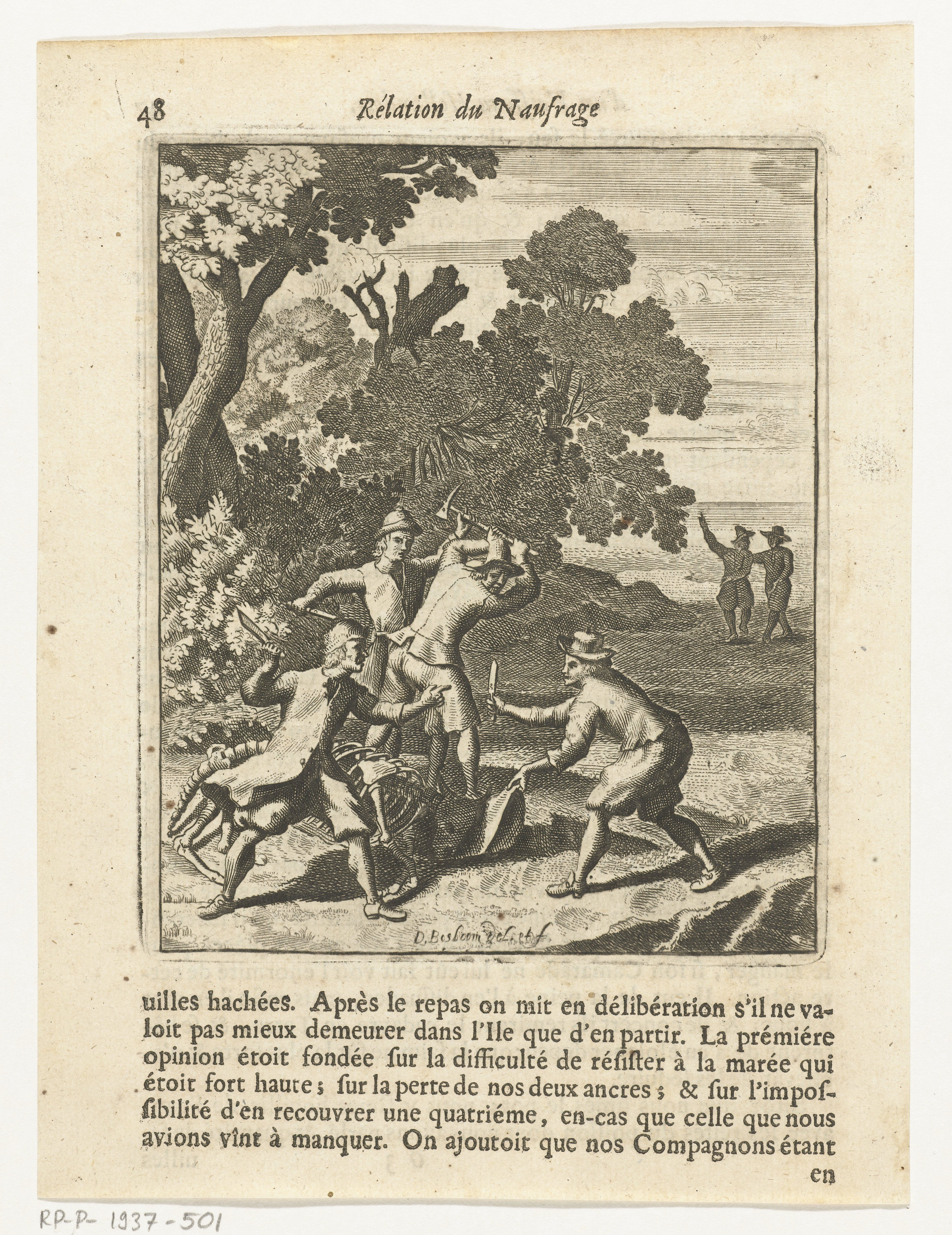
Ruzie om een buffelkadaver.
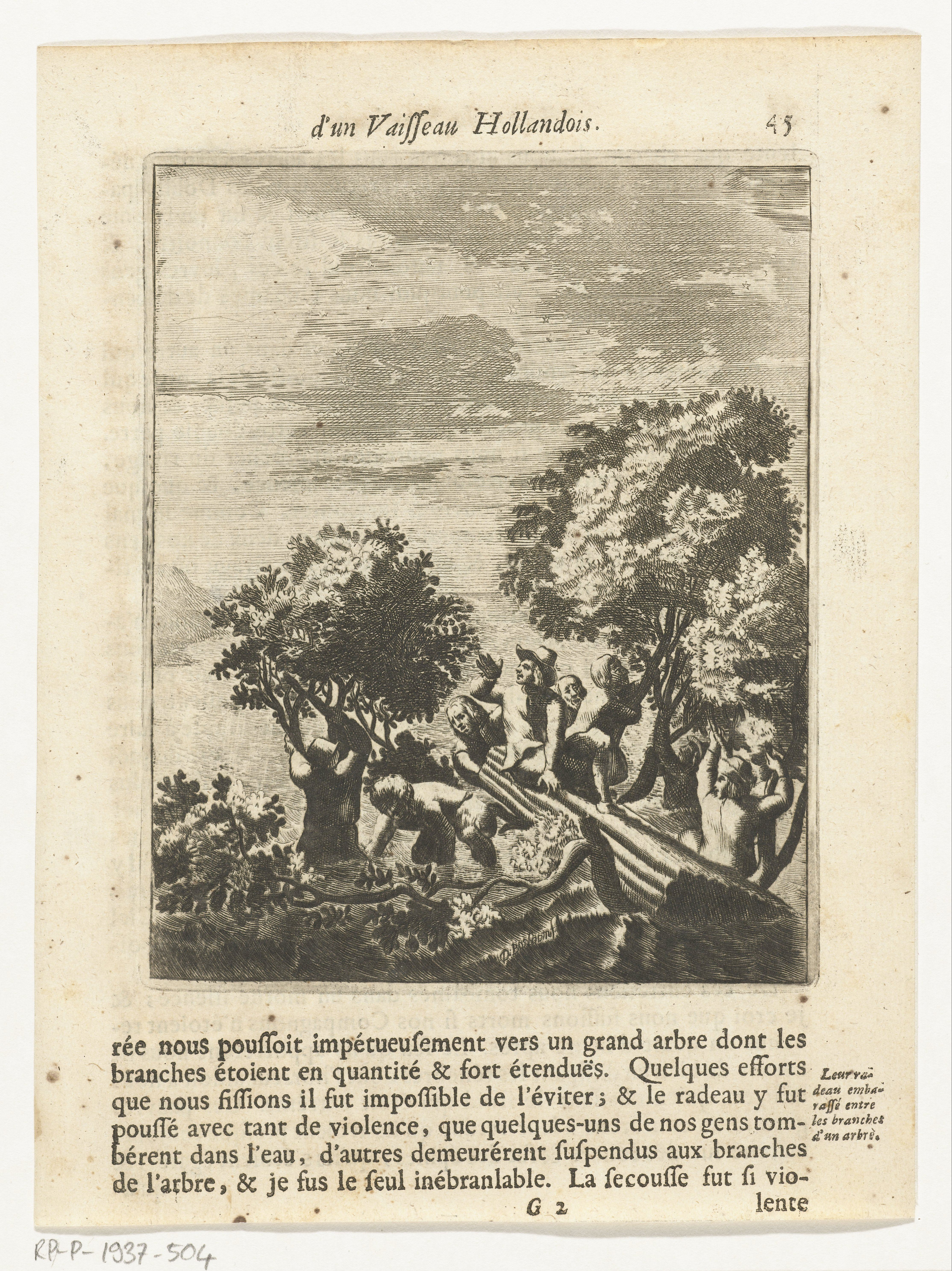
Het vlot zit vast in een boom.
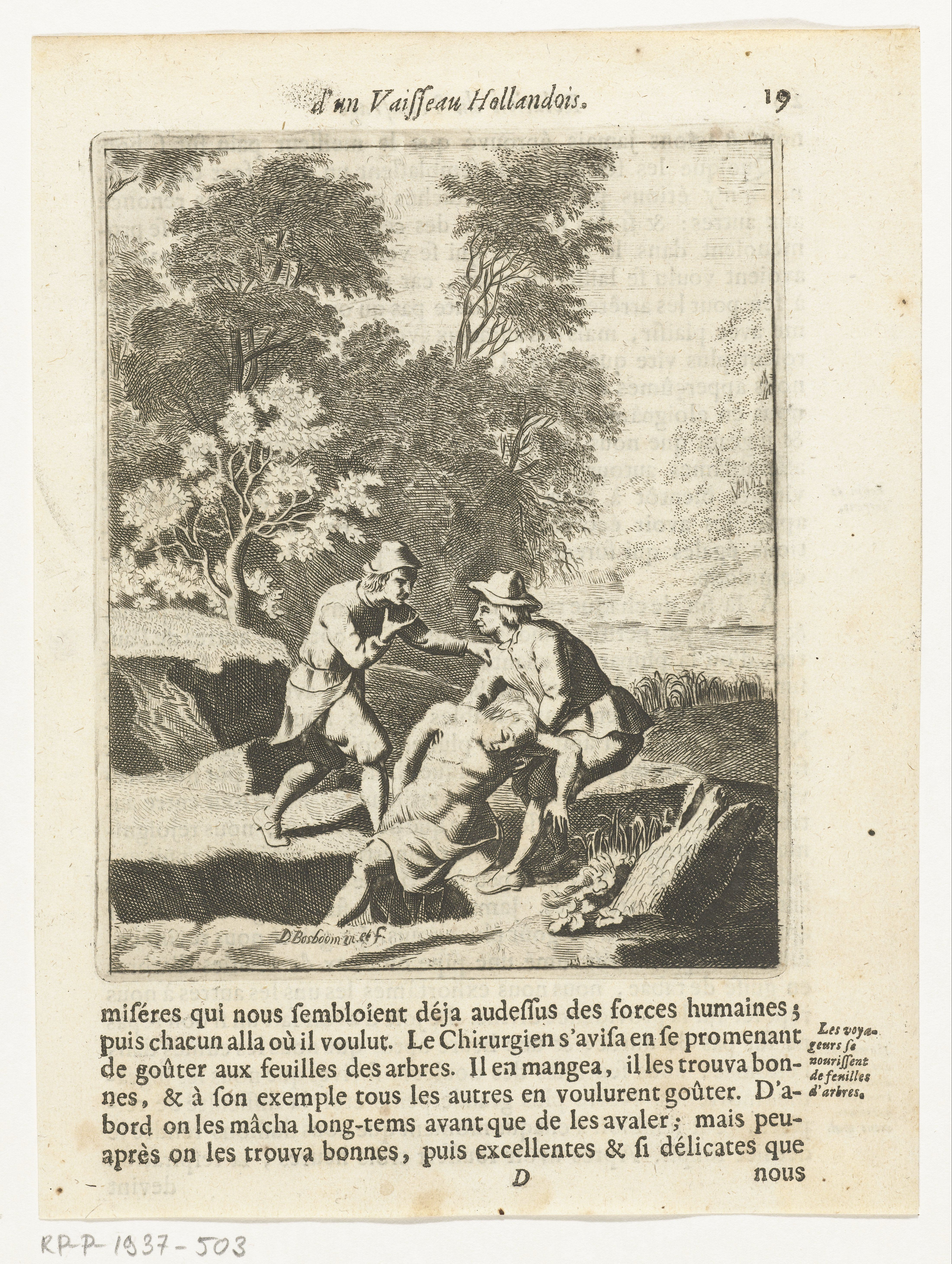
Twee mannen graven een dode op.
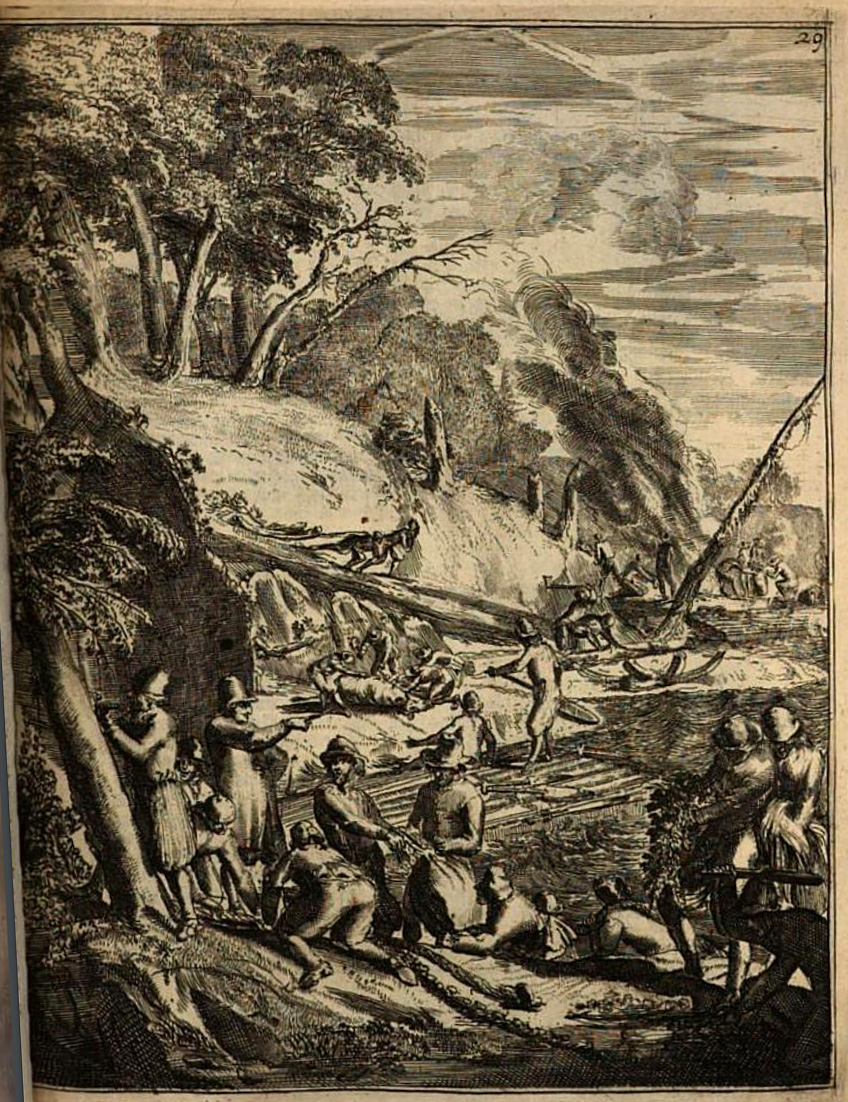
De mannen maken een vlot.
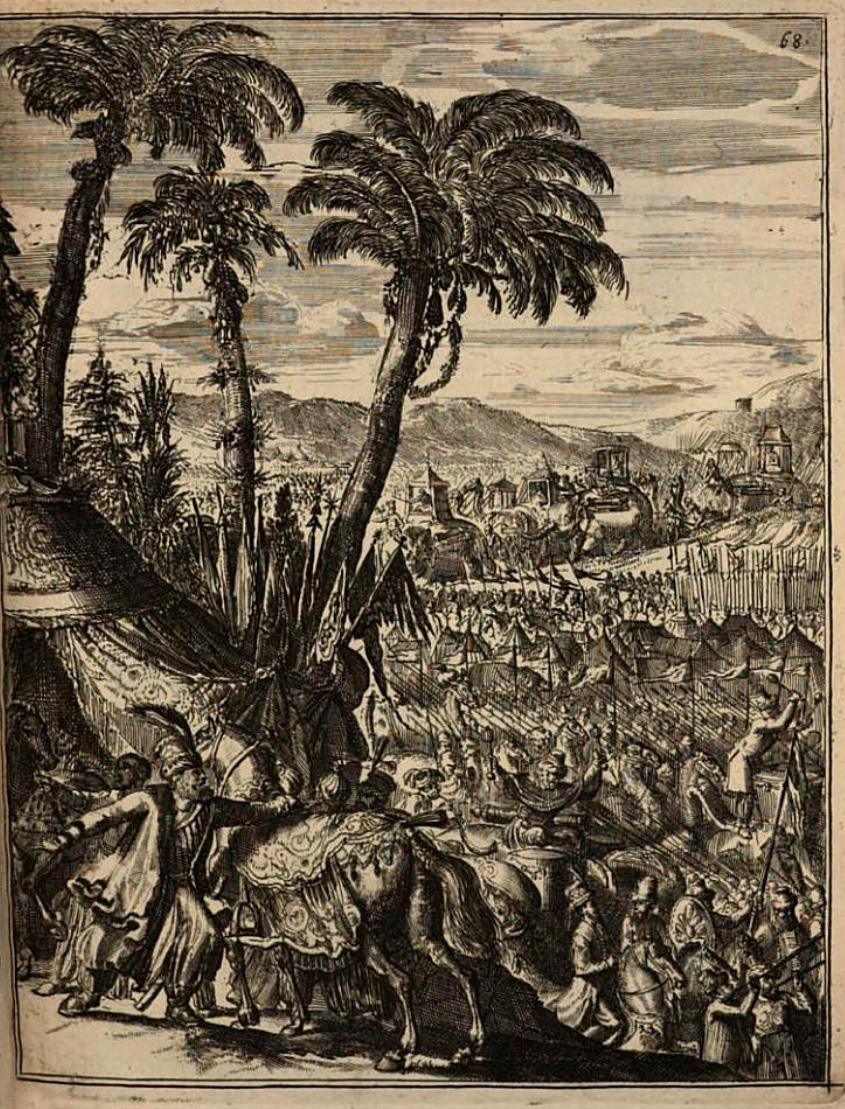
De nawab Mir Jumla stijgt te paard.
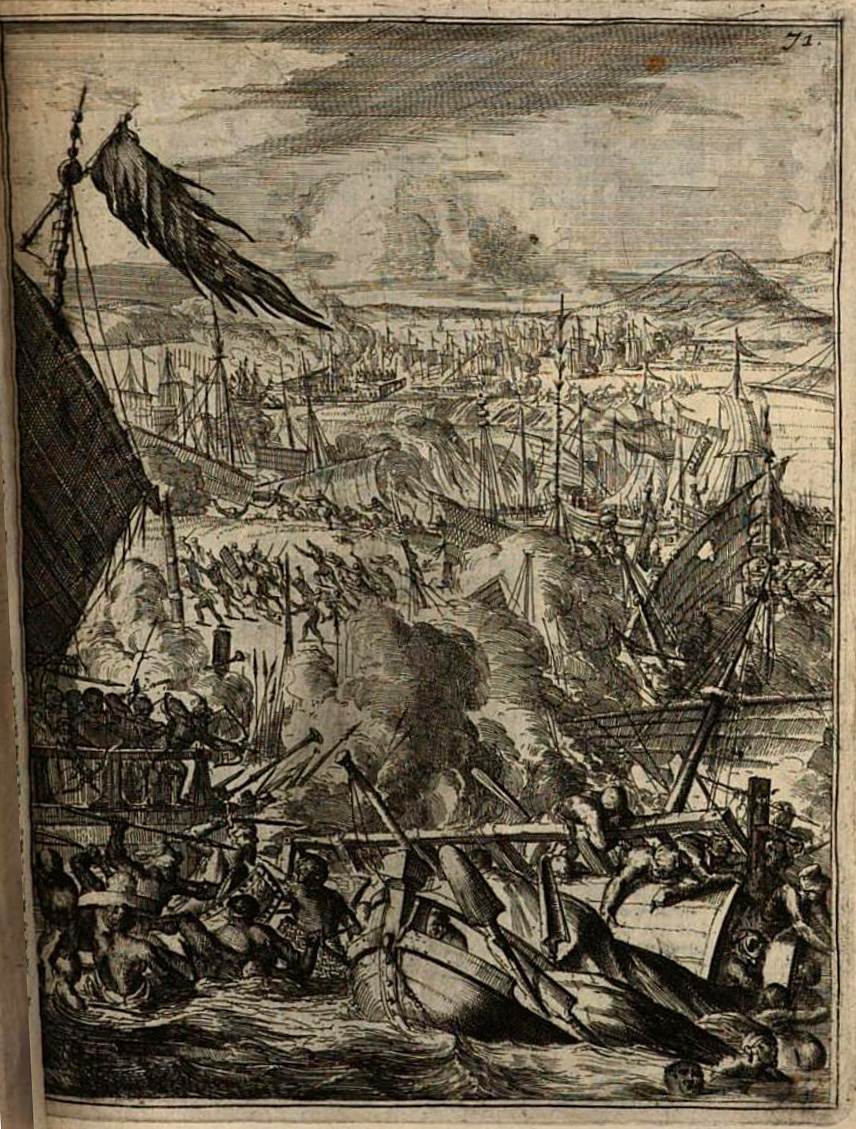
De slag op de Brahmaputra rivier.
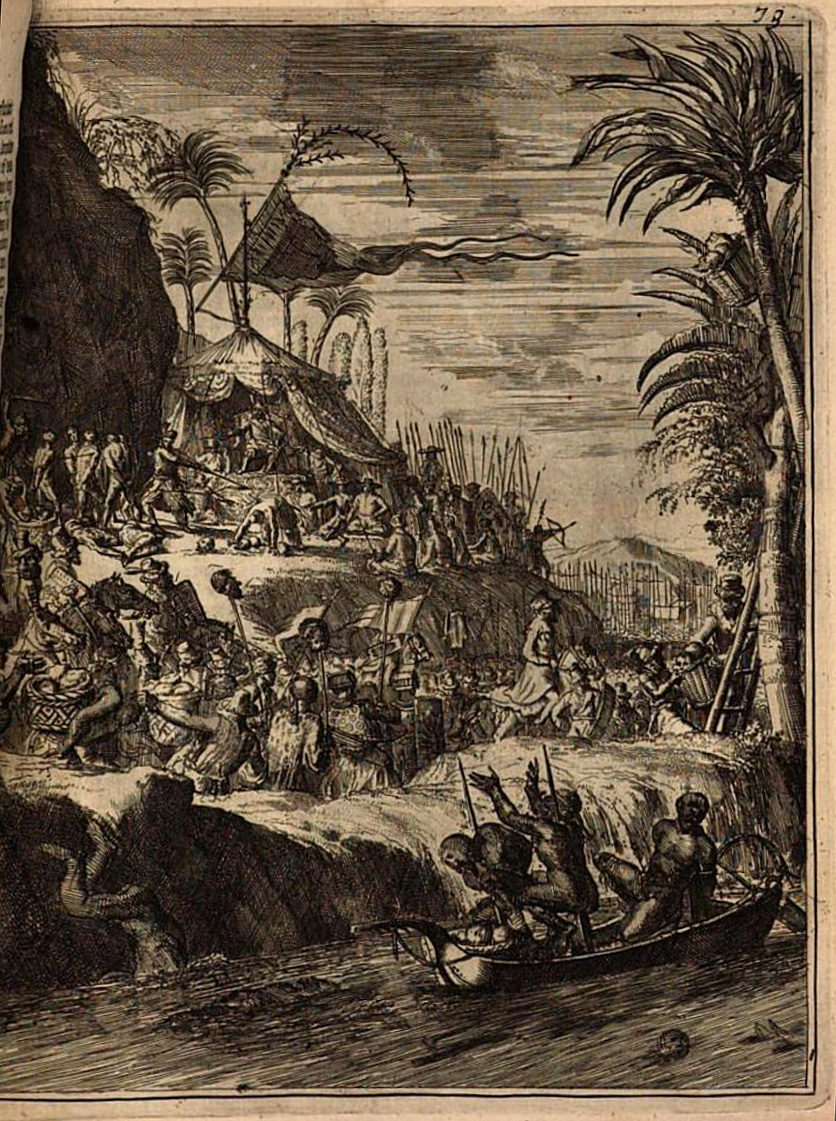
Het wrede lot van de Assamse verliezers.
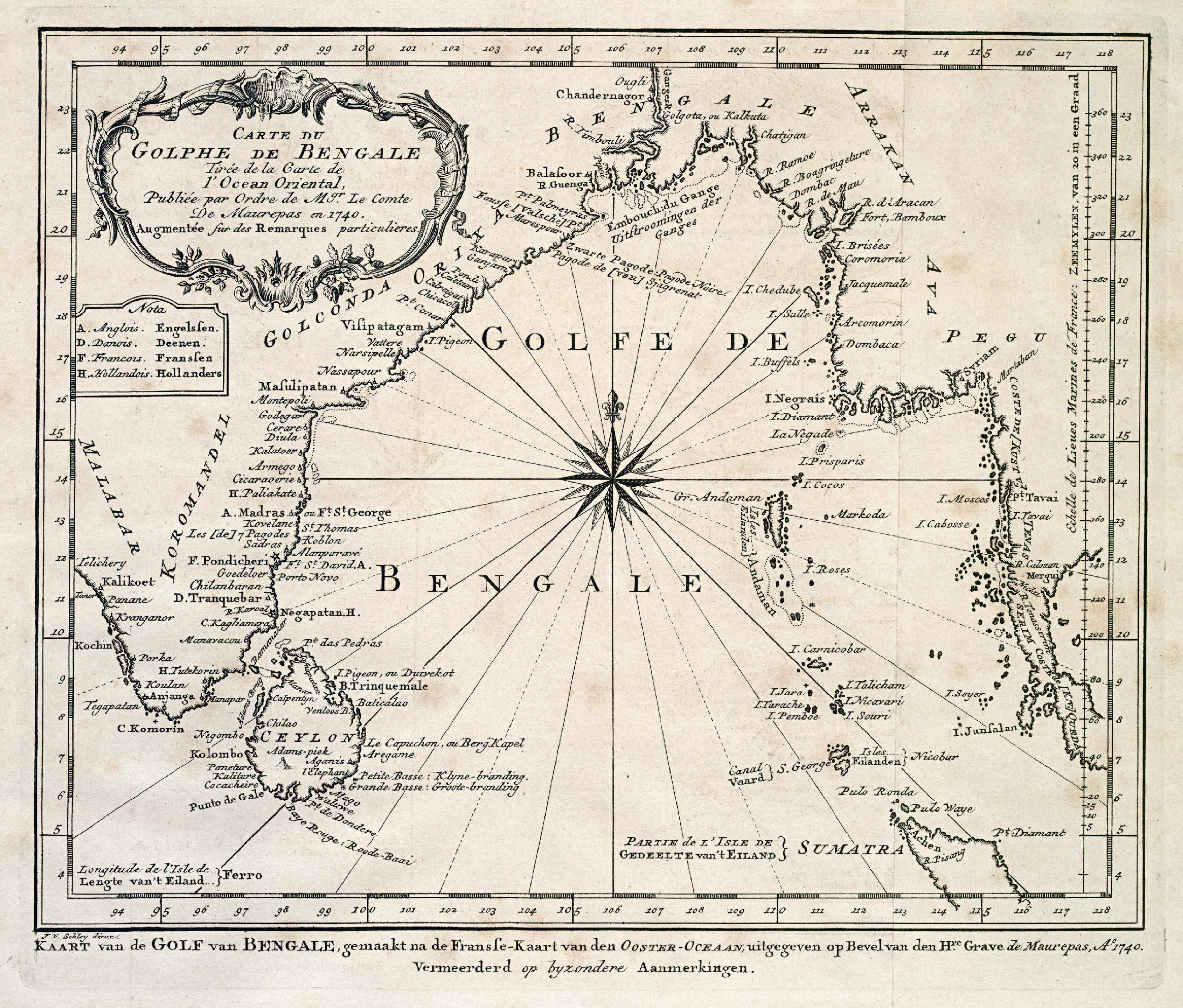
De Golf van Bengalen.